# Тошев, Стефан
Стефан Тошев  (болг. Стефан Тошев; 18 декабря 1859, Стара-Загора — 27 ноября 1924, Пловдив) — болгарский военачальник, генерал пехоты (1917 год).

## Начало военной службы
Сын участницы Болгарского возрождения учительницы Анастасии Тошевой. Окончил Военное училище в Софии (1879; первый выпуск).
Начал военную службу в качестве добровольца в 8-й дружине (батальоне) Болгарского ополчения во время русско-турецкой войны 1877—1878 годов.
С 1879 года служил в 6-й пехотной Старозагорской дружине милиции Восточной Румелии, с 1880 года — в 10-й пехотной дружине милиции Восточной Румелии. В 1881 году зачислен в свиту князя Болгарии Александра Баттенберга, затем проходил службу в 14-й пехотной дружине. С 1884 года — командир роты в 7-й пехотной Планинской (русск. Горной) дружине.

## Участие в Сербско-болгарской войне
С августа 1885 года — командир дружины в 3-м пехотном полку. В начале Сербско-болгарской войны (бои 2-6 ноября 1885 года) его дружина прикрывала болгарский отряд при Врабче и Трыне. Тошев принимал участие как в оборонительных боях, завершившихся организованным отступлением отряда перед превосходящими сербскими силами, так и в успешном контрнаступлении, в ходе которого проявил способности командира и личную храбрость. Был ранен в обе ноги.

## Продолжение службы
Военная служба генерала Тошева проходила в строю, так что к началу 1-й Балканской войны он имел значительный командный опыт. С 1886 года — командир 3-го пехотного Бдинского полка, с 1887 года — 11-го пехотного полка. Затем был командиром 7-го пехотного Преславского полка, с 1890 года — 8-го пехотного Приморского полка. С 1899 года — командир 2-й бригады 2-й Тракийской (русск. — Фракийской) пехотной дивизии. Командовал 7-й пехотной дивизией, с 1904 года — заместитель командира, с 1909 года — командир 1-й Софийской пехотной дивизии.

## Деятельность во время Балканских войн
Во время 1-й Балканской войны его дивизия входила в состав 1-й армии. Участвовал в боевых действиях на Тракийском (Фракийском) театре военных действий,
9 октября 1912 года одержал победу в бою при Гечкенли и Селиолу, который ярко охарактеризовал в своём приказе войскам: 

Пехота, развернувшись из походного порядка, бегом понеслась, как вихрь, неудержимо и безостановочно на штурм неприятеля. Воспламенённые боевым порывом, софийцы и тырновцы не имели времени для стрельбы: они ринулись вперёд с громогласным «ура» на густые турецкие массы, развёртывавшиеся южнее. Артиллерия могущественно покровительствовала их неудержимому напору. Бой начался в 2½ часа дня, а уже в 3½ часа турецкие батареи были принуждены отступить на вторые позиции, пехотные линии оттиснуты к «могилам» (курганам) у с. Гечкенли, а по шоссе Киркилиссе — Адрианополь чернелись массы турок, старавшихся пробиться к Адрианополю. Наша артиллерия перенесла огонь на них. Турки были принуждены повернуть к югу; турецкие батареи от нашего огня замолкают; пехота стремительно летит к «могилам»; везде раздаётся «ура», победное, всесокрушающее! Падает сотня убитых, сотни раненых покрывают землю, но «ура» продолжается… Турецкие батареи взяты, неприятель окончательно разбит и обращён в полное бегство на юге! В этот славный для дивизии день две Цареградские дивизии, которые слывут отборными среди турецких войск, в течение 3 часов сокрушены двумя полками тырновцев и софийцев, отдают свои батареи и позорно бегут.

После этой победы генерал участвовал в боях на Чаталджанской позиции, которую болгарским войскам взять не удалось. В 1913 году — командующий 5-й армией, во главе которой участвовал в неудачной для Болгарии 2-й Балканской войне, находившейся в обороне в районе Кюстендила и не позволявшей сербским войскам зайти в тыл 2-й и 4-й болгарским армиям.

## Участие в Первой мировой войне
После окончания 2-й Балканской войны генерал Тошев был начальником 3-й и 5-й военно-инспекционных областей. Во время Первой мировой войны, с 14 сентября 1915 по 25 ноября 1916 года — командующий 3-й армией, находившейся на севере страны и прикрывавшей болгаро-румынскую границу. Первоначально армия, как не принимавшая непосредственного участия в боевых действиях, была численно невелика (4-я Преславская и 5-я Дунайская пехотные дивизии, 3-я кавалерийская бригада), однако после вступления Румынии в войну в 1916 году она была пополнена двумя пехотными (1-й Софийской и 6-й Бдинской) и одной (1-й) кавалерийской дивизиями. Руководил наступлением армии в Добрудже, в ходе которого болгарские войска взяли штурмом крепость Тутракан и в последующем сохраняли стратегическую инициативу. Однако вскоре он был освобождён от командования из-за конфликта с германским фельдмаршалом Августом фон Макензеном.
В 1918 году он был генерал-губернатором Македонской области, в июне 1918 года стал командующим 4-й армией, действовавшей на Струме. После поражения Болгарии в войне являлся начальником 4-й военно-инспекционной области (1918—1919). С 24 июня 1919 года — в запасе.
Как военачальник, генерал Тошев отличался поощрением инициативы подчинённых ему командиров, в отличие от многих своих коллег, не придавал большого значения строевой подготовке и формальным требованиям. Обращал особое внимание на поощрение солдат, не упускал случая наградить их за хорошую службу. Вёл скромный образ жизни, у него не было средств для того, чтобы купить новый костюм для участия в праздновании пятой годовщины взятия Тутракана в софийском военном клубе, на котором генерал Тошев произнёс речь.

## Военный писатель
После окончания Сербско-болгарской войны опубликовал книгу «Письма воина. 1885» (1895) — первые болгарские военные мемуары, в которой, в частности, откровенно рассказал о собственных ошибках. В следующем году эта книга была переиздана. В 1902 опубликовал военно-исторический труд «Освободительная война 1877—1878».
После ухода в отставку выпустил в свет исследование «Действия III армии в Добрудже в 1916 году»  (1921; переиздание — 2007), представлявшее собой ответ на описание этих событий в мемуарах германского генерала Эриха Людендорфа. Его последняя книга — «Победени без да бъдем бити» («Побеждённые, которых не побеждали») — была опубликована в год его смерти.

## Звания
- С 10 мая 1879 — прапорщик.
- С ноября 1879 — подпоручик.
- С 24 марта 1883 — поручик.
- С 30 августа 1985 — капитан.
- С 1 апреля 1887 — майор.
- С 2 августа 1891 — подполковник.
- С 2 августа 1895 — полковник.
- С 1 января 1904 — генерал-майор.
- С 5 августа 1913 — генерал-лейтенант.
- С 25 марта 1917 — генерал пехоты.

## Награды
- орден «За храбрость» 3-й и 4-й степеней, 2-го класса.
- орден святого Александра 1-й степени с мечами, 2-й степени без мечей.
- орден «За военные заслуги» 2-й степени.
- Железный крест 1-й и 2-й степени (Пруссия).
- османская Военная медаль (1917).
- османская серебряная медаль «Лиакат».
- османская серебряная медаль «Имтияз».
- османская золотая медаль «Лиакат».
- Орден «Стара-планина» I степени с мечами (8 января 2013 года, посмертно)[2].

## Память о генерале Тошеве
Именем генерала Стефана Тошева названы город Генерал-Тошево (центр одноимённой общины в северо-восточной Болгарии), село Генерал-Тошево в юго-восточной Болгарии и улица в Софии.